# ذبابة السروء

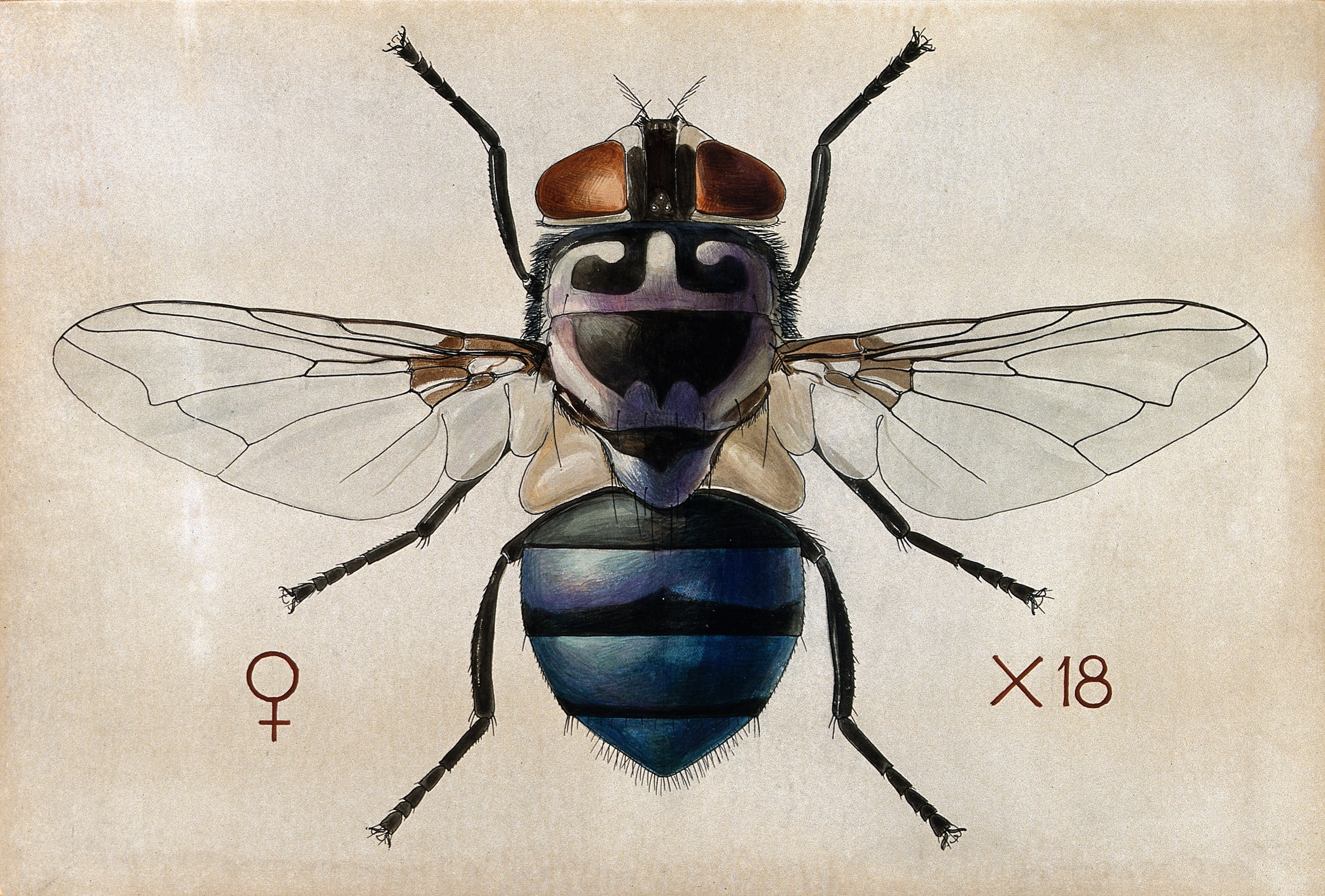
ذبابة السّرُوء

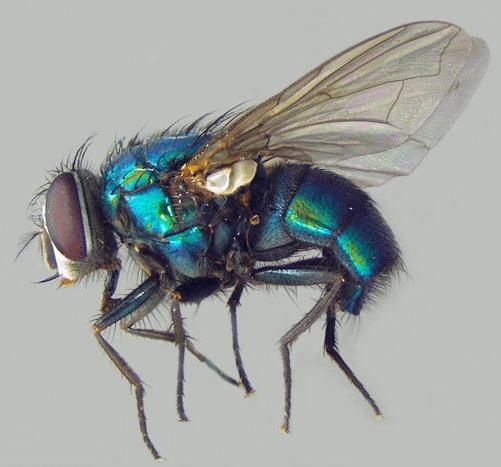
BlowFly

ذبابة السّرُوء اسم يُطلق على عدة أنواع من الذباب. للكثير منها أجسام ملونة بلون أزرق معدني، أو أخضر. ويُسمىَّ بعض هذا الذباب بالزجاج الأزرق أو القارورة الخضراء بسبب مظهره. ويكون بعض ذباب السّروء بحجم ذبابة المنزل، وأحيانًا يَكْبُرها بثلاثة أو أربعة أضعاف. ويضع الذباب بيضه في اللحم، وفي أجسام الحيوانات الميتة، أو في جروح الحية منها وتُعد هذه الذبابة ملوثة. ويفقس البيض سريعًا لتخرج منه يرقات في شكل ديدان تنغرس داخل اللحم. وقد تسبب يرقة ذبابة السّروء المرض في الإنسان والحيوان. وعلى ذلك يجب أن تُبعد ذبابة السّروء من المنازل، وأن تبذل العناية الكبيرة لحفظ كل الطعام بعيدًا عنها. ويجب أن يُحكم غطاء أواني القمامة لأن ذبابة السروء تتوالد فيها. ويُمكن أن يلد هذا الذباب آلاف الصغار في أيام قليلة.
وتأكل بعض يرقات الذبابة ـ مثل، الدودة اللولبية ويرقة الصوف ـ خلايا جسم الحيوانات الحية وتضع بيضها في الجروح المكشوفة في جلد المواشي. وقد تُسبب ذبابة السّروء الموت لحيوانات المزرعة، إذا ما تغذت أعداد كبيرة منها بلحوم هذه الحيوانات. وللسيطرة على هذا النوع من الذباب يجب أن يُعقم الذكور بالإشعاع. والأنثى التي تتلقح مع هذه الذكور تضع بيضًا لا يخصب.
وليست كل أنشطة ذبابة السّروء ضارة. فهي تتخلص من جثث الحيوانات الميتة التي كانت ستأخذ وقتًا طويلاً لتبلى، كما أن بعض هذا الذباب يعمل على تلقيح النباتات.

## روابط خارجية
- The Tree of Life Web Project: Brachycera